# L'employée du mois
L'employée du mois (en: Employee of the Montz) es una comedia negra dirigida por la belga Véronique Jadin estrenada en 2021. 

## Argumento
Inés (Jasmina Douieb) se comporta como una empleada modelo en su trabajo como vendedora de productos de limpieza a pesar de que su trabajo no es reconocido ni pagado adecuadamente. Es la única mujer en el equipo de personal de EcoCleanPro una empresa sexista y retrógrada. Hace lo que sea para que todo funcione, incluso reemplazar el papel higiénico que sus compañeros de trabajo parecen no poder hacer por sí mismos. Pide a su jefe, Patrick (Peter Van den Begin), un aumento. Alimentada por la injusticia y bajo la mirada de Melody (Laetitia Mampaka) la nueva becaria, la situación se descontrola. Un accidente provoca que estas dos mujeres deban combinar sus habilidades para solucionar los problemas.

## Protagonistas
Jasmina Douieb
Peter Van den Begin
Philippe Résimont 
Laurence Bibot 
Alex Vizorek 
Laetitia Mampaka

## Producción
Velvet Films en coproducción con screen.brussels, RTBF, BeTV/Voo y BNP Paribas Fortis Film Finance, con el apoyo del Wallonia-Brussels Federation Film Centre.

## Festivales
La película fue seleccionada para su estreno en el Festival de Cine de Tribeca 2022, participó en el 26 Fantasia Festival de Canadá. En España se estrenó en noviembre de 2022 en el Festival Internacional de Cine de Gijón 2022.

## Crítica
"Más allá del efectivo humor negro colocado a detalle a través de toda la narrativa y potenciado por sus peculiares personajes, casi sacados de series de televisión, la película resalta aún más por utilizar la farsa para criticar el machismo, la misoginia y la toxicidad masculina dentro de los ambientes laborares como los de oficinas. La crítica no solo se vislumbra en los diálogos entre personajes, sino en interacciones violentas y arrebatos irrisorios, los cuales ayudan a conducir la narrativa hacia giros y acciones inesperadas." señala Oscar Andrew en La Estatuilla.

## Premios
- Premio de interpretación a Jasmina Douieb y premio de la provincia de Lieja en el Festival Internacional de la Comedia de Lieja (2022).[9]